# Ermitage (Restaurant)

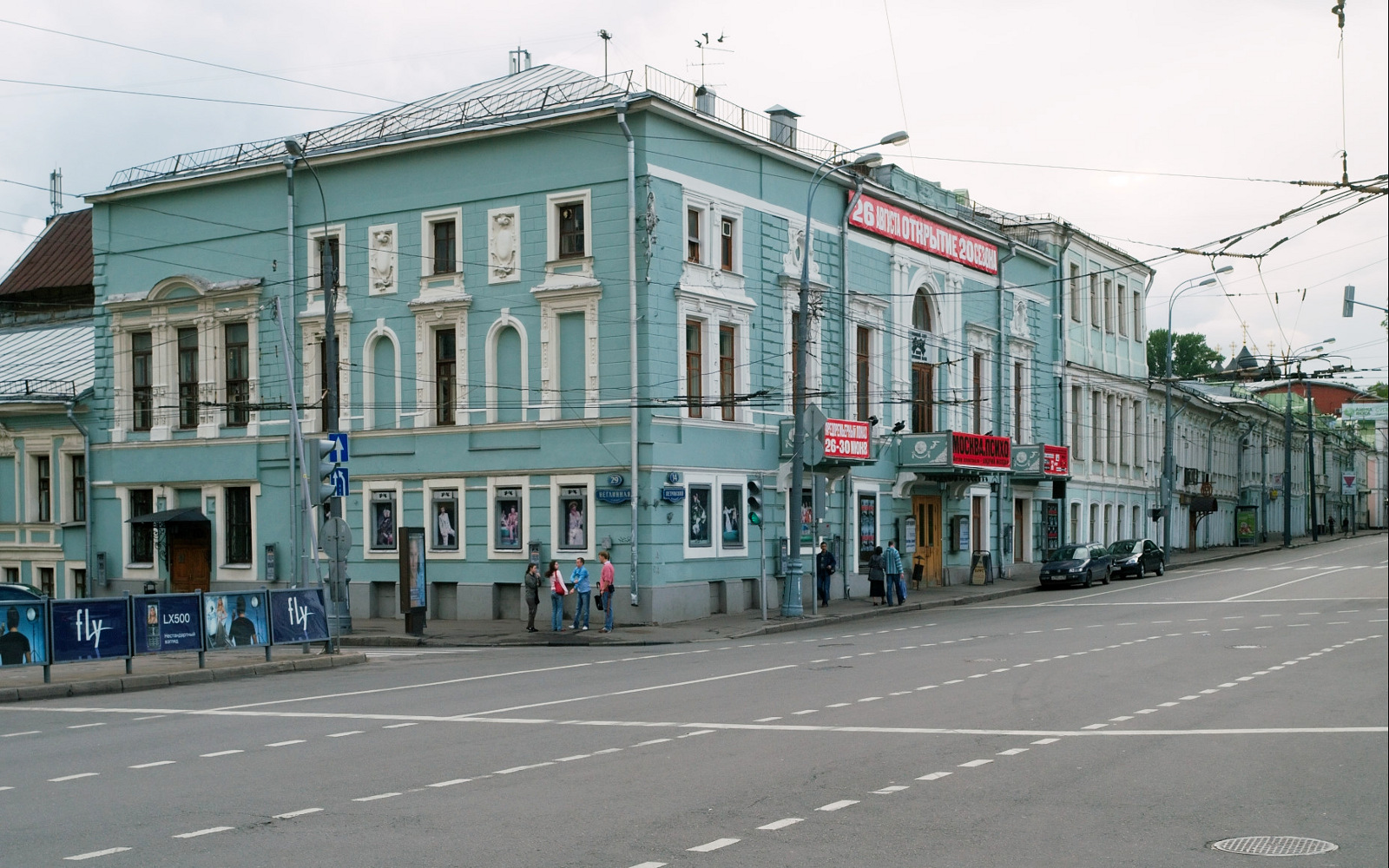
Trubnaja-Platz gen Südwesten mit Petrowski-Boulevard und dem Restaurant Ermitage, 2008

Das Restaurant Ermitage (russisch Эрмитаж) liegt am Trubnaja-Platz (genauer: Ecke Petrowski Boulevard und Neglinnaja Uliza) in Moskau. Der Ort galt im ausgehenden Russischen Kaiserreich lange Zeit als ein äußerst populärer Treffpunkt für Prominente und Reiche, Dandys und Gourmets, der in ganz Russland bekannt war. Zudem ist das Restaurant der „Geburtsort“ des Salats Olivier, einer russischen Nationalspeise. Bis Mitte der 2010er Jahre stand das Haus leer und drohte zu verfallen, obwohl es unter regionalem Kulturgüterschutz steht.

## Geschichte

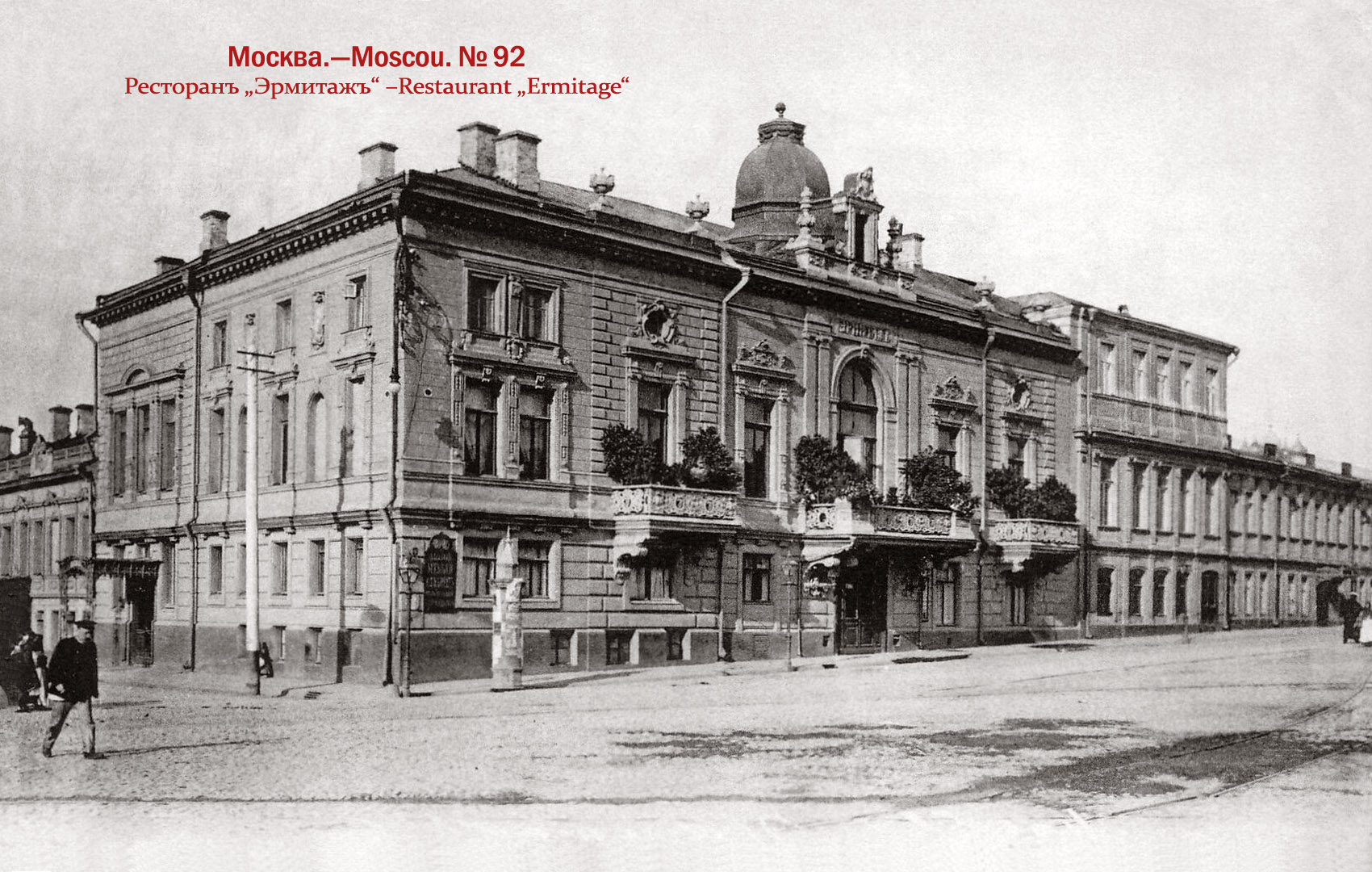
Ermitage, um 1910

Das Haus war 1816 errichtet worden und wurde 1864 vom Kaufmann Jakob Pegow und dem Koch Nicholas Lucien Olivier (1838–1883) als Gasthaus und Badeanstalt umgebaut. Die Gastwirtschaft war in Moskau zu dieser Zeit noch nicht sehr weit entwickelt und bewegte sich überwiegend auf dem Niveau von Tavernen, in die man sein eigenes Essen mitbringen konnte. 1864 wurde das Gebäude von Dmitri Tschitschagow gründlich umgebaut. Innenarchitekt war Michail Tschitschagow (1836–1889), der das Restaurant eklektisch ausstattete. 1902 wurde es von Iwan Boni umgebaut, zehn Jahre später kamen von Fjodor Kolbe im rückwärtigen Teil Anbauten hinzu, und die Fassade wurde modernisiert.
Die Inneneinrichtung bestand aus weißen Säulen, Marmorstatuen, wandbedeckenden Spiegeln, Kristallkronleuchtern und raffinierten Möbeln im Stil Frankreichs. Doch nicht nur diese Imagination zog ihr Publikum an, sondern auch die exquisite Küche. Das Haus war sehr elitär mit strengen Qualitätsmaßstäben, auch bei der Auswahl des Personals. Entgegen den anderen Moskauer Restaurants der gehobenen Klasse trugen hier die Kellner aber keine Fräcke, sondern an traditionelle Kittel erinnernde Hemden aus edlem Stoff und Seidengürtel. Von Anfang an soll das Unternehmen der beiden Geschäftspartner Gewinne abgeworfen haben.
Ein Gast schrieb über das Ermitage:

«Я называю его государственным учреждением или, по крайней мере, земским бытовым центром. Нужды нет, что он содержится французом. И этот француз родился в Москве […] Кухня самых бойких парижских ресторанов — чуланчики в сравнении с этими огромными и высокими залами. Одна плита занимает место большой гостиной. Целый батальон поваров и поварят, до шестидесяти человек (достоверная цифра) находится под командой француза с благородной физиономией, употребляя определение Гоголя. Этот француз получает жалование, равное содержанию председателя окружного суда […] “Эрмитаж” делает до двух тысяч рублей в день оборота, что составляет бюджет богатого города»

„Ich nenne es eine staatliche Institution oder zumindest ein Sozialstationszentrum für den Alltag. Es ist nicht notwendig, dass es von einem Franzosen unterstützt wird. Und dieser Franzose wurde in Moskau geboren […] Die Küchen der angesagtesten Pariser Restaurants sind im Vergleich zu diesen riesigen und hohen Sälen wie Abstellkammern. Ein Herd ist so groß wie ein großes Wohnzimmer. Ein ganzes Bataillon von Köchinnen und Köchen, bis zu sechzig Personen (eine verlässliche Zahl), steht unter dem Kommando eines Franzosen mit einer edlen Physiognomie nach Gogols Definition. Dieser Franzose erhält ein Gehalt, das dem eines Vorsitzenden eines Bezirksgerichts entspricht […] Die Ermitage nimmt bis zu zweitausend Rubel pro Tag ein, was dem Budget einer wohlhabenden Stadt entspricht.“

Viele Prominente gingen hier ein und aus und feierten ihre Anlässe. 1877 fand hier beispielsweise die Hochzeitsfeier von Pjotr Iljitsch Tschaikowsky statt, 1879 wurde Iwan Sergejewitsch Turgenew in diesen Räumen für seine Ehrendoktorwürde an der Oxford University geehrt. 1902 richtete Maxim Gorki hier ein Bankett anlässlich der Uraufführung seines Dramas Nachtasyl aus. Immer am 12. Januar des Gregorianischen Kalenders (heute: 25. Januar) war das Haus anlässlich des Tatiana-Tags in den Händen der Studenten, die hier mit ihren Professoren das Semesterende feierten. Während die Juristen das Restaurant Prag bevorzugten, zog es die Geisteswissenschaftler und Künstler in die Ermitage. Extra für diesen Tag räumte das Personal die Möbel sowie das teure Geschirr fort und ließ Stroh ausstreuen. Es gab eine spezielle Menükarte mit für Studenten erschwinglichen Gerichten. Die Russische Revolution 1905 setzte dem überschwänglichen Treiben ein Ende. Mit dem Ersten Weltkrieg war man auch des schwülstigen Gehabes der studentischen Gelage überdrüssig.
Über den im Restaurant Ermitage entwickelten Salat Olivier ranken sich zahlreiche Anekdoten. Angeblich hat Olivier das Rezept für die Gewürzmischung mit ins Grab genommen. Es traf offensichtlich den Geschmack seiner Zeitgenossen. Andere Köche bereiteten schon zu seinen Lebzeiten das Gericht ebenfalls zu, auch in leicht abgewandelter Form. Noch heute ist der Salat Olivier von den russischen Festmahlstischen um den Jahreswechsel nicht wegzudenken. Olivier starb 1883. Seine Grabstätte befindet sich noch heute auf dem Wwedenskoje-Friedhof.
Mit der Russischen Revolution 1917 endete die Gaststättenkultur im Restaurant Ermitage. Nachfolgend zog die Verwaltung des Amerikanischen Hilfswerks in die Räumlichkeiten ein. „Schlangen von Kindern standen vor den Türen des ehemaligen ‚Bacchustempels‘. Am Eingang gab es eine medizinische Untersuchung, ein Stück Seife, ein Bad und eine kleine Essensration.“ Nach den Hilfsmaßnahmen zur Hungersnot in Sowjetrussland 1921–1922 zog die Verwaltung 1923 in die Spiridonowka-Straße 21 um. Nachfolgend wurde das Haus zu einem Kino mit 450 Sitzplätzen umgebaut. Es wurde von der im Juni 1922 gegründeten Zentralverwaltung Haus der Bauern betrieben und erhielt den Namen Trud ‚Arbeit‘.
Zwischen 1945 und dem Ende der 1980er Jahre war das Gebäude Sitz des Verlagshauses Высшая школа. Ab 1989 zog dort das Theater mit angegliederter Theaterschule Школа современной пьесы ein.
Nach einem Brand am 3. November 2013 wurden Teile des Gebäudes schwer in Mitleidenschaft gezogen. Mehrere Räume brannten aus, Decken stürzten ein und der Stuck fiel herunter. Doch auch schon vorher, in der Zeit des Kommunismus und der Perestroika, entstanden an dem Gebäude durch Vernachlässigung, Geldknappheit und unsachgemäße Renovierung schwere Schäden, was unter anderem auf Interessenskonflikte verschiedener Mietparteien zurückzuführen gewesen sein soll. Zahlreiche Dokumente und Augenzeugenberichte sind dazu belegt. Erst im Juni 2015 wurde von der Verwaltung die Genehmigung erteilt, Maßnahmen zu ergreifen, um Substanzschutz herzustellen. Bis April 2016 war kein Restaurierungsangebot zuteilungsreif.

## Ermitage heute

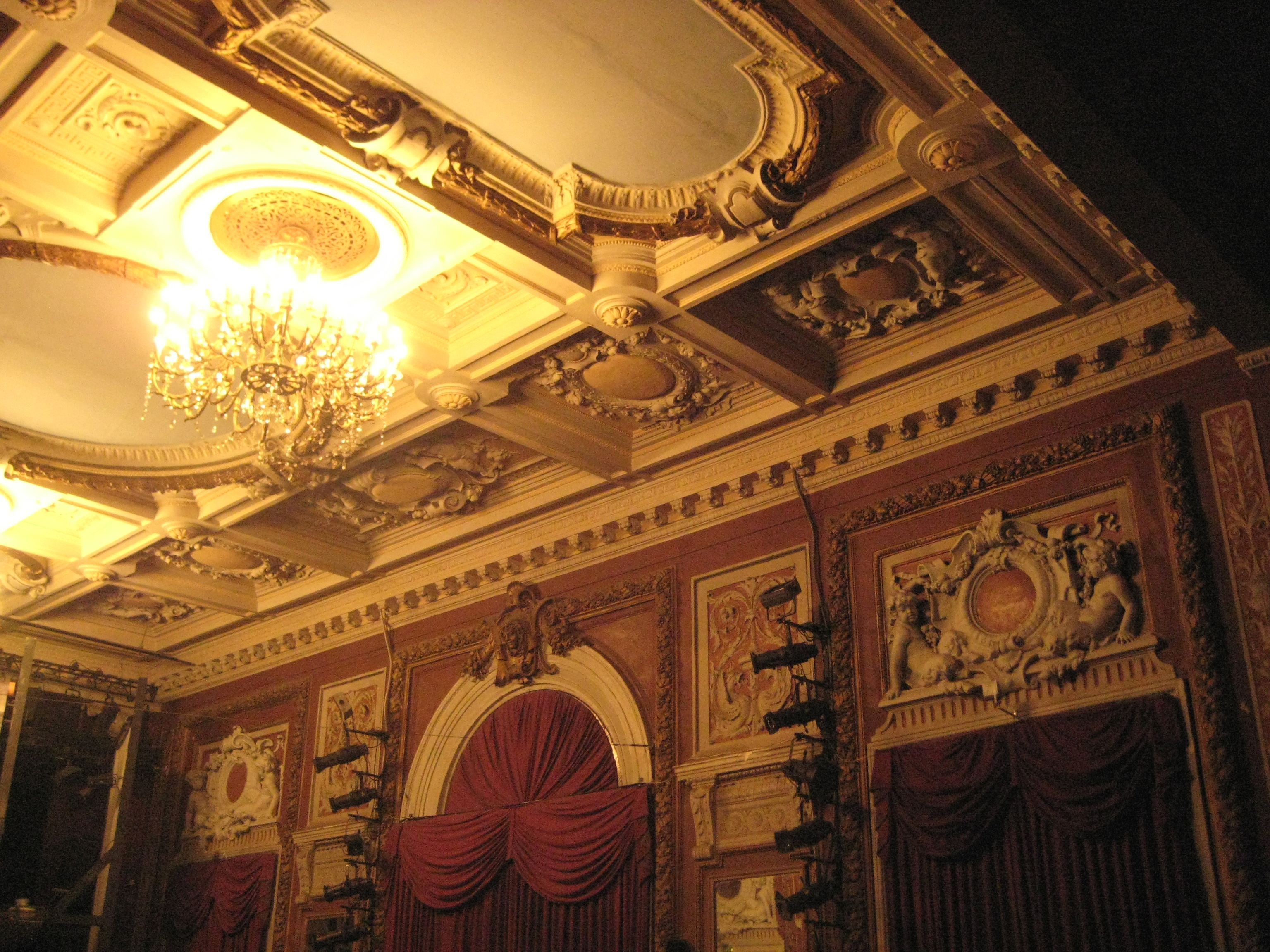
Innenausstattung, Detail 2011

Mittlerweile wurde eine umfassende Renovierung durchgeführt. Die Eröffnungsveranstaltung, die mit dem 30-jährigen Jubiläum der Theaterschule kombiniert war, fand am 11. September 2018 statt. Die Festrede hielt der Moskauer Bürgermeister Sergei Sobjanin. Moskau war maßgeblicher Finanzier der Renovierungsarbeiten. Das Gebäude ist jetzt mit modernster Technik ausgestattet. Alle Ver- und Entsorgungsleitungen wurden erneuert. Neu hinzugekommen sind umfangreiche Systeme für Telefonie, Videoüberwachung, Funk, Übertragung von Signalen, die bei Brandbekämpfung, Enteisung, Schneeschmelze auf dem Dach, Zivilschutz und Notfällen warnen. Auch ein vollständiges Computernetzwerk einschließlich Einbruch- und Evakuierungssteuerung wurde eingebaut. Hinzu kam eine weitgehende Wiederherstellung der ehemaligen Außenerscheinung einschließlich üppiger Begrünungsmaßnahmen.
Die Ermitage bietet jetzt drei Veranstaltungssäle mit 350 Plätzen im großen Saal, 200 Plätze im Wintergarten und 150 Plätze im Weißen Saal. Der Weiße Saal ist insbesondere für Autorenlesungen und Abschlusskonzerte der ebenfalls im Haus befindlichen Theaterschule Школы современной пьесы für modernes Drama vorgesehen. Neben der Ausbildung und Nachwuchsförderung finden jährlich auch international anerkannte Wettbewerbe statt. Nach dem Brand und während des Umbaus probten die Klassen in extern angemieteten Räumen.
Zurzeit ist es möglich, mit zwei getrennten Eingängen und Toiletten und in zwei Sälen unabhängig voneinander und vollkommen schallisoliert Veranstaltungen parallel durchzuführen. Die Bühnen oder Podien sind frei in den Räumen platzierbar.